# Калјумет (Мичиген)
Калјумет (енгл. Calumet) град је у америчкој савезној држави Мичиген.

## Демографија
По попису из 2010. године број становника је 726, што је 153 (-17,4%) становника мање него 2000. године.
| Група             | 2000.       | 2010.       |
| Белци             | 866 (98,5%) | 692 (95,3%) |
| Афроамериканци    | 0 (0,0%)    | 3 (0,4%)    |
| Азијати           | 0 (0,0%)    | 2 (0,3%)    |
| Хиспаноамериканци | 7 (0,8%)    | 18 (2,5%)   |
| Укупно            | 879         | 726         |